# 吕兰
吕兰（法語：Lullin，法語發音：[lylɛ̃]）是法国上萨瓦省的一个市镇，属于托农莱班区。

## 地理
吕兰（46°17'0"N, 6°31'16"E）面积13.25 平方千米，位于法国奥弗涅-罗讷-阿尔卑斯大区上萨瓦省，该省份为法国东部省份，历史上为薩伏依的一部分，北与瑞士接壤，西接安省，南至萨瓦省，东与瑞士和意大利接壤。
与吕兰接壤的市镇（或旧市镇、城区）包括：贝勒沃、德拉扬、阿贝尔波什、奥尔西耶、瓦伊。

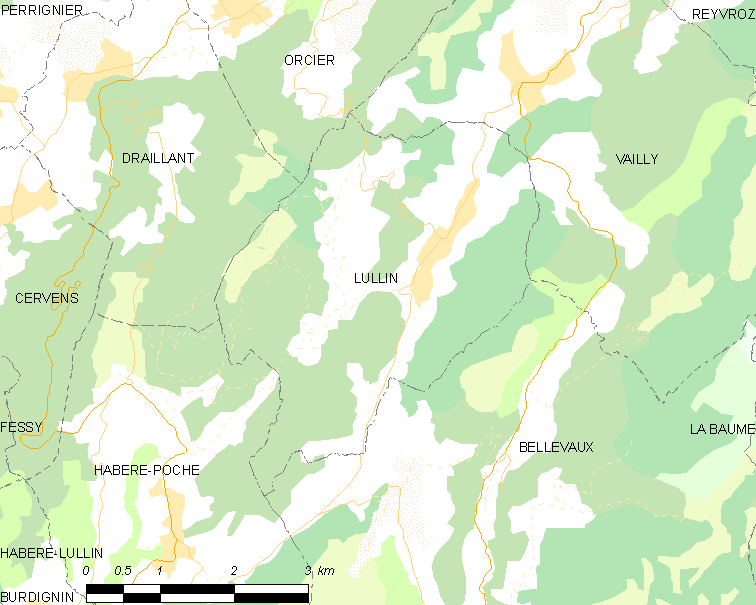
吕兰的OSM定位图

吕兰的时区为UTC+01:00、UTC+02:00（夏令时）。

## 行政
吕兰的邮政编码为74470，INSEE市镇编码为74155。

## 政治
吕兰所属的省级选区为托农莱班县。

## 人口

1962-2008年间吕兰人口变化图示

吕兰于2022年1月1日时的人口数量为799人。